# Tiy-Merenese
Tiy-Merenese, còn viết là Tiye-Mereniset, là vương hậu thuộc Vương triều thứ 20 trong thời kỳ Ai Cập cổ đại. Bà là phối ngẫu duy nhất được biết đến của pharaon Setnakhte, và là mẹ của pharaon Ramesses III kế vị sau đó.
Có khá ít thông tin về Tiy-Merenese. Bà được mô tả cùng với chồng mình trên một tấm bia đá ở Abydos, với danh hiệu Chính thất Vương hậu, có một tư tế tên Meresyotef đang tôn thờ hai người. Một tấm bia khác cũng tại Abydos mô tả Tiy-Merenese cũng với con trai là Ramesses III, lúc này danh hiệu của bà là Thân mẫu của Nhà vua.